# Generali Open Kitzbühel 2025
Generali Open Kitzbühel 2025 este un turneu de tenis care se joacă pe terenuri cu zgură în aer liber. Este cea de-a 81-a ediție a Generali Open Kitzbühel și face parte din seria ATP 250 din circuitul ATP 2025. Se desfășoară pe stadionul de tenis Kitzbühel din Kitzbühel, Austria, în perioada 20–26 iulie 2025.

## Campioni

### Simplu
Pentru mai multe informații consultați Generali Open Kitzbühel 2025 – Simplu

### Dublu
Pentru mai multe informații consultați Generali Open Kitzbühel 2025 – Dublu

## Puncte și premii în bani

### Distribuția punctelor
| Probă  | Câștigător | Finalist | Semifinalist | Sfertfinalist | Runda 2 | Runda 1 | Q   | Q2  | Q1  |
| Simplu | 250        | 165      | 100          | 50            | 25      | 0       | 13  | 7   | 0   |
| Dublu  | 250        | 150      | 90           | 45            | 20      | 0       | N/A | N/A | N/A |

### Premii în bani
| Probă  | Câștigător | Finalist | Semifinalist | Sfertfinalist | Runda 2  | Runda 1 | Q2      | Q1      |
| Simplu | 90.675 €   | 52.890 € | 31.090 €     | 18.015 €      | 10.460 € | 6.390 € | 3.200 € | 1.745 € |
| Dublu* | 31.530 €   | 16.940 € | 9.910 €      | 5.500 €       | 3.240 €  | N/A     | N/A     | N/A     |

*per echipă